# 132-га окрема мотострілецька бригада (РФ)
132-га окрема гвардійська мотострілецька Горлівська ордена Республіки бригада (132 омсбр, в/ч 52892) — незаконне збройне формування, входить до складу 1-го армійського корпусу Російської Федерації. Формально підпорядковане організації ДНР. Створене восени 2014 року з бойовиків, що воювали у Горлівці, відомих як «Група Безлера». Рядовий склад у цій бригаді був в основному з маргіналів і криміналітету з окупованих районів Донеччини ще з 2014 року, в той час, як командування було напряму з рф. Місце дислокації — місто Горлівка.

## Історія
Насамперед була відома під назвою 3-я окрема гвардійська мотострілецька ордена Республіки бригада. З'єднання засноване 14 жовтня 2014 року на базі бандформувань Ігоря Безлера.
З 24 лютого 2022 року бере участь у повномасштабному російському вторгненні в Україну. Зокрема захоплювала Волноваху та Верхньоторецьке.
У серпні 2022 року ватажок «ДНР» Денис Пушилін надав бандформуванню орден Республіки за «масовий героїзм та відвагу». Двом військовослужбовцям присвоєно звання Героїв Донецької Народної Республіки посмертно.
Наприкінці січня 2023 року офіційно увійшла до складу Збройних сил Російської Федерації, отримавши назву 132-а окрема гвардійська мотострілецька бригада. Номер в/ч з 08803 змінився на 52892.
На початку серпня 2025 року стало відомо, що 132 ОМСБр укомплектована жителями тимчасово окупованої Донеччини та нелегальними мігрантами. Командування ворога ставить їм задачу у найближчій перспективі вийти на східні околиці Добропілля. Дані про трупи та полонених, які потрапляють зі 132 ОМСБр, свідчать про цікаву ситуацію з набором у бригаді. Традиційно в бригаді чимало вихідців з тимчасово окупованої території Донецької області, але їх почали ще й масово поповнювати не російськими окупантами, а нелегальними мігрантами, переважно з країн Середньої Азії.

## Склад
За інформацією із соціальних мереж до складу бандформування входять чотири танкові роти, зазначені раніше три батальйони «Горлівський», «Єнакіївський», «Макіївський», розвідрота (командир — позивний «Іспанець»). З урахуванням фактора «мертвих душ» кількісний склад НВФ 3 омсбр може коливатися від 1000 до 2000 бойовиків.
- управління,
- 1-й мотострілецький батальйон «Горлівський»,
- 2-й мотострілецький батальйон «Єнакіївський»,
- 3-й мотострілецький батальйон «Лавіна»,
- 117-й стрілецький полк,
- 119-й стрілецький полк,
- 121-й стрілецький полк,
- 133-й стрілецький полк,[6]
- танковий батальйон,
- гаубичний самохідно-артилерійський дивізіон,
- гаубичний артилерійський дивізіон,
- реактивний артилерійський дивізіон
- протитанкова артилерійська батарея,
- розвідувальна рота,
- зенітний ракетно-артилерійський дивізіон,
- інженерно-саперна рота,
- медична рота,
- рота технічного забезпечення,
- рота матеріального забезпечення,
- стрілецький взвод (снайперів),
- комендантський взвод

На озброєнні: 30 од. Т-72 та Т-64, БМП-1\2, БТР-80 та МТ-ЛБ, 18 од. 122-мм Д-30, 18 од. 122-мм сг 2С1 «Гвоздика», 18 од. БМ-21 «Град», 18 од. 120-мм мінометів, 4 од. 100-мм гармат МТ-12 «Рапіра», 6 од. БМ 9А34 (35) «Стріла-10», 6 од. ЗУ-23-2, ПТРК 9К113 «Конкурс», ПЗРК 9К38 «Ігла».

## Втрати
З відкритих джерел відомо про деякі втрати бригади 132-ї омсбр:

## Цікаві факти
У складі бригади «Беркут» воював тесть Ігоря Гіркіна — Сергій Ситоленко, мав звання сержанта та посаду навідника-оператора. Він був ліквідований снайпером ЗСУ під Авдіївкою 23 березня 2022.